# دك (حومة بم)
دك (بالفارسية: دک) هي قرية تقع في إيران في منطقة مركزية ريفية. يقدر عدد سكانها بـ 734 نسمة بحسب إحصاء 2016.